# Бендюгівська сільська рада
| Бендюгівська сільська рада — колишній орган місцевого самоврядування у Кагарлицькому районі Київської області з адміністративним центром у с. Бендюгівка. Історична дата утворення: в 1918 році. Сільській раді були підпорядковані населені пункти: - с. Бендюгівка |

## Склад ради
Рада складалася з 12 депутатів та голови.

### Керівний склад ради
| ПІБ                    | Основні відомості                                                         | Дата обрання | Дата звільнення |
| ---------------------- | ------------------------------------------------------------------------- | ------------ | --------------- |
| Мазур Лідія Миколаївна | Сільський голова, 1954 року народження, освіта, член народної партії      | 26.03.2006   | 31.10.2010      |
| Мазур Лідія Миколаївна | Сільський голова, 1954 року народження, освіта вища, член Партії регіонів | 31.10.2010   |                 |

Примітка: таблиця складена за даними джерела